# Anthony Franciosa
Anthony Franciosa (* 25. Oktober 1928 in New York City, New York; † 19. Januar 2006 in Los Angeles, Kalifornien; eigentlich Anthony Papaleo) war ein US-amerikanischer Schauspieler.

## Leben
Anthony Franciosa spielte als 18-Jähriger kurz bei einem Jugendtheater. Es folgten weitere Engagements an Off-Broadway-Theatern, woraufhin er ein Schauspielstipendium erhielt. Erwin Piscator vermittelte ihm sein erstes Engagement an einem Theater. Franciosa trat in zahlreichen Theaterstücken auf und erhielt wohlwollende Kritiken, was unter anderem zu einer Nominierung für den Tony Award für das Theaterstück A Hatful of Rain führte.
Elia Kazan gab ihm 1957 eine erste Rolle in dem Film Ein Gesicht in der Menge, George Cukor und Fred Zinnemann verschafften dem nun erfahrenen Theaterschauspieler weitere Engagements. Für seine Rolle in Giftiger Schnee (Originaltitel A Hatful of Rain), die er zuvor mit großem Erfolg auf der Bühne verkörpert hatte, erhielt Franciosa eine Oscar-Nominierung als Bester Hauptdarsteller. Für seine Darstellung eines lange erfolglosen Schauspielers in Viele sind berufen (Career, 1959) wurde er mit dem Golden Globe Award in der Kategorie Bester Hauptdarsteller – Drama ausgezeichnet. Eine weitere Nominierung für den Golden Globe erhielt Franciosa 1964 für den Western Rio Conchos.
Besonders häufig verkörperte er launische oder problembehaftete Figuren, und auch dem Schauspieler selbst wurde eine komplizierte Persönlichkeit zugeschrieben. So soll Franciosas Karriere durch sein cholerisches Temperament behindert worden sein. Im Verlaufe der 1960er-Jahre ließen die Angebote in Hollywood nach, weshalb er vermehrt für das amerikanische Fernsehen und europäische Kinofilme vor der Kamera stand. 1975 trat er fürs Fernsehen in der kurzlebigen Krimiserie als Geheimagent Matt Helm auf, eine Rolle, mit der sein Co-Star in Viele sind berufen, Dean Martin, zehn Jahre zuvor in vier Kinofilmen erfolgreich gewesen war. Franciosas letzter Film war 1996 City Hall, mit Al Pacino.
Anthony Franciosa war viermal verheiratet, von 1952 bis 1957 mit der Autorin Beatrice Bakalyar, von 1957 bis 1960 mit der Filmschauspielerin Shelley Winters und von 1961 bis 1967 mit der Immobilienmaklerin Judy Kanter, einer Freundin und Brautjungfer von Grace Kelly. Mit Judy Kanter hatte Franciosa eine Tochter, Nina. Seit 1970 war Franciosa mit dem früheren deutschen Fotomodell Rita Thiel verheiratet. Aus dieser Ehe stammen zwei Söhne, Christopher und Marco.
Anthony Franciosa erlitt am 16. Januar 2006 einen Schlaganfall, an dem er drei Tage später starb. Seine frühere Gattin Shelley Winters war am 14. Januar einem Herzinfarkt erlegen.

## Filmografie (Auswahl)

### Kino
- 1957: Kein Platz für feine Damen (This Could Be the Night)
- 1957: Ein Gesicht in der Menge (A Face in the Crowd)
- 1957: Giftiger Schnee (A Hatful of Rain)
- 1957: Wild ist der Wind (Wild Is the Wind)
- 1958: Der lange heiße Sommer (The Long, Hot Summer)
- 1958: Die nackte Maja (The Naked Maja)
- 1959: Viele sind berufen (Career)
- 1959: Sensation auf Seite 1 (The Story on Page One)
- 1961: Geh nackt in die Welt (Go Naked in the World)
- 1962: Zeit der Anpassung (Period of Adjustment)
- 1964: Rio Conchos
- 1964: Drei Mädchen in Madrid (The Pleasure Seekers)
- 1966: Willkommen, Mister B. (A Man Could Get Killed)
- 1966: Überfall auf die Queen Mary (Assault on a Queen)
- 1966: The Swinger
- 1967: Feuerdrache (Fathom)
- 1968: Sein Name war Gannon (A Man Called Gannon)
- 1968: Die wilden Jahre (The Sweet Ride)
- 1971: Dracula im Schloß des Schreckens (Nella stretta morsa del ragno)
- 1972: Straße zum Jenseits (Across 110th Street)
- 1973: Ghost in the Noonday Sun
- 1975: Unter Wasser stirbt man nicht (The Drowning Pool)
- 1979: Firepower
- 1982: Der Mann ohne Gnade (Death Wish II)
- 1982: Tenebrae (Tenebre)
- 1990: Im Dschungel der Unterwelt (Backstreet Dreams)
- 1992: Double Threat – Tödliches Verlangen (Double Threat)
- 1996: City Hall

### Fernsehen
- 1954/1956: Goodyear Television Playhouse (2 Folgen)
- 1963: Gnadenlose Stadt (Naked City, 1 Folge)
- 1964–1965: Valentine’s Day (34 Folgen)
- 1966: Willkommen, Mister B. (A Man Could Get Killed)
- 1966: Überfall auf die Queen Mary (Assault on a Queen)
- 1967: Feuerdrache (Fathom)
- 1968–1970: The Name of the Game (18 Folgen)
- 1970: Die Leute von der Shiloh Ranch (The Virginian, 2 Folgen)
- 1971: Killersatelliten (Earth II, Fernsehfilm)
- 1972–1973: Search (8 Folgen)
- 1975–1976: Matt Helm – Im Dschungel der Großstadt (Matt Helm, 14 Folgen)
- 1977: Der Fluch der schwarzen Witwe (Curse of the Black Widow, Fernsehfilm)
- 1977: Aspen (Miniserie, 3 Folgen)
- 1981: Die unglaublichen Geschichten von Roald Dahl (Tales of the Unexpected, 1 Folge)
- 1984–1985: Agentur Maxwell (Finder of Lost Loves, Fernsehserie, 23 Folgen)
- 1986: Höllenfahrt nach Lordsburg (Stagecoach) (Fernsehfilm)
- 1986: Hotel (Fernsehserie, 1 Folge)
- 1986: Love Boat (The Love Boat, 2 Folgen)
- 1987: Tödliche Umarmung (Blood Vows: The Story of a Mafia Wife, Fernsehfilm)
- 1988: Jake und McCabe – Durch dick und dünn (Jake and the Fatman, 1 Folge)
- 1997: Anthony Dellaventura, Privatdetektiv (Dellaventura, 1 Folge)

## Auszeichnungen
- 1957: Coppa Volpi der Filmfestspiele von Venedig für den besten Schauspieler im Film Giftiger Schnee
- 1958: Oscar-Nominierung für die beste männliche Hauptrolle im Film Giftiger Schnee
- 1960: Golden Globe für den besten Schauspieler (Drama) im Film Viele sind berufen